# Dravertita
La dravertita és un mineral de la classe dels sulfats. Rep el nom en honor de Petr Lyudovikovich Dravert (1879-1945), mineralogista i geòleg rus.

## Característiques
La dravertita és un sulfat de fórmula química CuMg(SO₄)₂. Va ser aprovada com a espècie vàlida per l'Associació Mineralògica Internacional l'any 2015, i la primera publicació data del 2017. Cristal·litza en el sistema monoclínic. Es tracta d'un mineral relacionat químicament i estructuralment amb la calcocianita.
L'estructura del cristall conté cadenes alternades d'octaedres que comparteixen costat, amb centres ocupats per Cu o Mg, el segon metall formant-ne molt més regulars.

## Formació i jaciments
Va ser descoberta a la fumarola Arsenàtnaia, situada al segon con d'escòria de l'avanç nord de la Gran erupció fissural del volcà Tolbàtxik, un volcà de l'óblast de Kamtxatka (Rússia). Es tracta de l'únic indret de tot el planeta on ha estat descrita aquesta espècie mineral.